# Ба Све
У Ба Све, Ба Све (бирм. ဘဆွေ, англ. U Ba Swe, 7 октября 1915, Тавой, Британская Бирма — 6 декабря 1987, Рангун, Мьянма) — бирманский государственный и политический деятель, премьер-министр Бирмы в 1956 — 1957 годах.

## Биография

### Политическая карьера
Ба Све родился 7 октября 1915 года на юге колонии Британская Бирма в районе города Тавой (с 1948 года — центр области Тенассерим, Нижняя Бирма) в семье крупного торговца. В 1936 году поступил в Рангунский университет, где стал активистом студенческих организаций и некоторое время занимал пост редактора журнала «Овей» («Крик павлина»), издаваемого Студенческим союзом университета.
Во время учёбы вступил в националистическую организацию «Добама асиайон», известную как партия такинов и выступавшую за независимость Бирмы от Великобритании. В декабре 1938 года, во время волны общенациональных забастовок и демонстраций, получивших название «Революция 1300 года», Ко Ба Све вместе с другим студенческим лидером Ба Хейном был арестован за организацию кампании солидарности с рабочими нефтепромыслов.
В 1939 году Ба Све стал одним из основателей и лидеров Народно-революционной партии Бирмы, ставшей позднее основой Социалистической партии, в 1944 году вошедшей в состав Антифашистской лиги народной свободы (АЛНС). В 1945 году он стал президентом Социалистической партии. Ба Све руководил антияпонским движением сопротивления в южных районах страны, был одним из организаторов операций по освобождению Рангуна и в 1947 году, когда социалисты заняли ведущие позиции в Антифашистской лиге народной свободы, был избран её Генеральным секретарём. С 1948 года он также занимал пост президента Конгресса профсоюзов Бирмы. В 1949 году Ба Све был одновременно назначен комиссаром области Иравади и на этом посту проводил политику продвижения членов своей партии в местную администрацию и в отделения Лиги.

### Лидер социалистов
В 1950 году социалисты добились отставки министра иностранных дел Бирмы Е Мауна и вошли в правительство, однако лидеры партии пока отказались занять министерские посты. Социалистическая партия под руководством Ба Све и Чжо Нейна, в основном контролировавшая местную администрацию, обеспечила победу АЛНС на парламентских выборах 1952 года и утвердила свои позиции как ведущая политическая сила страны. В том же году Ба Све был избран вице-президентом Антифашистской лиги народной свободы и в марте того же года вошёл в правительство У Ну в качестве министра обороны, отдав Чжо Нейну пост Генерального секретаря Лиги. И. В. Можейко и А. Н. Узянов отмечали:
Именно с этими двумя социалистами У Ну делил власть в последующие годы, и именно они направляли в основном политику Бирманского Союза. Остальные министры кабинета были либо социалистами, подчинявшимися более У Ба Све, чем У Ну, либо лично близкими У Ну политиками.
На парламентских выборах в апреле 1956 года, когда позиции АЛНС пошатнулись, Ба Све был уверенно избран в парламент от Рангуна вместе с У Ну и Чжо Нейном. Снижение популярности Лиги вызвало добровольную отставку У Ну с поста премьер-министра. Получив от руководства АЛНС «отпуск» на один год, У Ну 5 июня 1956 года покинул пост, оставшись председателем Лиги .

### Премьер-министр
12 июня 1956 года состоялась официальная церемония назначения министра обороны Ба Све на пост премьер-министра Бирмы. В сформированном им правительстве он сохранил пост министра обороны, другие лидеры Соцпартии — Чжо Нейн и Такин Тин стали заместителями премьера. Вместе с третьим заместителем, шанским князем Сао Кун Чо, они заняли ключевые министерские посты: национальной экономики, иностранных дел и социальных служб.
С первых дней деятельность правительства была осложнена конфликтом Чжо Нейна с У Ну и расколом Социалистической партии на враждующие фракции «образованных» во главе с тем же Чжо Нейном, и «необразованных» во главе с Такин Тином. В начале 1957 года, когда У Ну находился с неофициальным визитом на Цейлоне, где отмечалось 2500-летняя годовщина со дня рождения Будды, фракция Чжо Нейна на узком совещании приняла решение не возвращать У Ну пост премьер-министра, оставив его только председателем АЛНС. Лидеры «необразованных» социалистов тут же сообщили об этом У Ну и тот заявил о намерении немедленно вернуться на пост. С помощью фракции Такин Тина был собран парламент, утвердивший отставку Ба Све и возвращение У Ну к власти.
17 января 1957 года правительство Ба Све заключило с Советским Союзом соглашение о строительстве Технологического института и гостиницы в Рангуне, а также больницы в Таунджи. СССР предлагал построить «подарочные объекты» безвозмездно, однако вернувшееся к власти правительство У Ну не пошло на эти условия и стало оплачивать строительство поставками бирманского риса. Ба Све с делегацией посетил Китайскую Народную республику 10-18 декабря 1957 года

### Закат карьеры
У Ба Све вновь занял пост заместителя премьер-министра и министра обороны и тут же отправился в Тенассерим для реорганизации местных отделении Соцпартии. Это вызвало у У Ну, потерявшего всякое доверие к Ба Све и Чжо Нейну, подозрение в том, что социалисты при поддержке армии готовят государственный переворот .
29 января 1958 года была созвана III Всебирманская конференция АНЛС, первая в истории независимой Бирмы. На ней стало открытым противостояние между Ба Све, намеревавшимся занять пост Генерального секретаря Лиги, и У Ну, прочившего на это место одного из лидеров «необразованных» социалистов Такин Чжо Дуна. Стороны достигли компромисса: Такин Чжо Дун занял пост только на полтора месяца, а У Ну публично объявил построение социализма целью Лиги.
В апреле конфликт обострился: после того, как контролировавшаяся социалистами полиция Рангуна провела облавы и аресты, отправив в тюрьму 19 сторонников «необразованных», У Ну, не информируя Ба Све и Чжо Нейна, отправил в отставку министра внутренних дел. Через два дня, 27 апреля 1958 года, было решено разделить Антифашистскую лигу народной свободы.
4 июня 1958 года Ба Все и Чжо Нейн вышли из правительства У Ну, а затем, используя большинство в Высшем совете АНЛС, распустили Исполком Лиги и исключили из неё премьер-министра и его сторонников. Новым президентом АЛНС был избран У Ба Све. В ответ У Ну и Такин Чжо Дун исключили из Лиги Ба Све и Чжо Нейна, обвинив их в нарушении устава Лиги. АНЛС раскололась на «Стабильную АЛНС» (Stable AFPFL, Tee-myae) во главе с Ба Све и «Чистую АЛНС» (Clean AFPFL, Thant-shin Fa-sa-pa-la) во главе с У Ну .
Социалистам во главе с Ба Све не удалось прийти к власти, несмотря на популярность их лидера в офицерской среде — У Ну в октябре передал власть главнокомандующему армией Не Вину. Проведённые в феврале 1960 года парламентские выборы показали падение влияния Стабильной Лиги, лидеры которой, в том числе и Ба Све, не были избраны в парламент.
Ба Све не был арестован во время переворота 2 марта 1962 года, так как военные считали его политиком, утратившим своё влияние — «мёртвым тигром». В 1963 году он был арестован, но летом того же года освобождён и участвовал в переговорах с Революционным советом. После принятия закона «О защите национальной солидарности» с 28 марта 1964 года Ба Све и Чжо Нейн согласились войти в Партию бирманской социалистической программы (ПБСП) вместе с «Стабильной лигой», однако их позиция не вызвала доверия Революционного совета и оба были отправлены в тюрьму. 27 октября 1966 года Ба Све был освобожден вместе со своим бывшим соперником У Ну . В тот же день оба политика были доставлены в резиденцию Революционного совета, где генерал Не Вин предложил им возможность выехать за рубеж для «медицинского обследования». Однако Ба Све не воспользовался этим шансом покинуть страну. Он продолжил сотрудничество с военными властями и 2 декабря 1968 года вошёл в состав Консультативного Совета, призванного нащупать пути к национальному примирению и консолидации политических сил страны. Однако этот политический проект провалился, в мае 1969 года Совет был распущен и Ба Све больше не появлялся на политической арене.
У Ба Све скончался 6 декабря 1987 года в Рангуне.

## Семья
В 1942 году Ба Све женился на Ну Ну Све, дочери У Хлана Пу, владельца горнопромышленного предприятия в Палау. Они имели девять детей:
- Най Нве Ба Све (Nay Nwe Ba Swe);
- Най Мьо Ба Све (Nay Myo Ba Swe);
- Най Ки Ба Све (Nay Kyi Ba Swe);
- Най Тун Ба Све (Nay Tun Ba Swe);
- Най Ей Ба Све (Nay Yee Ba Swe);
- Най Бала Ба Све (Nay Bala Ba Swe);
- Най Ньинт Ба Све (Nay Nyunt Ba Swe);
- Най Пу Ба Све (Nay Phoo Ba Swe);
- Най Си Ба Све (Nay Si Ba Swe);
- Най Мин Ба Све (Nay Min Ba Swe).

## Комментарии
1. ↑  В варианте У Ба Све первая часть имени — У — является гоноративом, означающим уважаемого мужчину зрелого возраста. До этого, помимо возрастных, Ба Све носил гоноративы Ко (Студент или просто самостоятельный молодой человек) и Такин (Господин, Хозяин — гоноратив, применявшийся бирманскими националистами, чтобы подчеркнуть достоинство местного населения. Данный гоноратив стал нарицательным для членов организации «Добама Асиайон». С 1950-х годов в русскоязычных источниках общеупотребимой являлась форма У Ба Све).